# Malce (przystanek kolejowy)
Malce – przystanek kolejowy w Nisku (Osiedle Malce), w województwie podkarpackim, w Polsce.